# Leiodesmus orlandi
Leiodesmus orlandi är en mångfotingart som beskrevs av Filippo Silvestri 1902. Leiodesmus orlandi ingår i släktet Leiodesmus och familjen Chelodesmidae. Inga underarter finns listade i Catalogue of Life.